# 당신은 지금
<당신은 지금>는 대한민국의 여성 싱어송라이터 장덕에 의해 작사 · 작곡된 곡이다. 1983년 발표한 장덕의 솔로 첫번째 정규 음반 《날 찾지 말아요》의 B면 6번 트랙으로 발표되었다.